# Argentina en la Copa Mundial de Fútbol de 2026
La selección de fútbol de Argentina será uno de los 48 equipos participantes de la Copa Mundial de Fútbol de 2026 que se realizará de manera conjunta en México, Estados Unidos y Canadá entre los días 11 de junio y 19 de julio de aquel mismo año. El equipo clasificó el 25 de marzo de 2025, tras el empate 0-0 entre Bolivia y Uruguay. Se clasificó con tan solo 13 partidos jugados, siendo su 2.ª clasificación más temprana a la Copa del Mundo desde que se disputa la eliminatoria en el formato de todos contra todos, la anterior fue en Catar 2022, ganando aquella edición. En la fecha 15, el 5 de junio, tras la victoria 1-0 contra Chile de visitante, los argentinos aseguraron el primer puesto.

## Clasificación

### Resultados parciales

#### Tabla de resultados
| Pos. | Selección | Pts | PJ | PG | PE | PP | GF | GC | Dif |
| ---- | --------- | --- | -- | -- | -- | -- | -- | -- | --- |
| 1.   | Argentina | 35  | 16 | 11 | 2  | 3  | 28 | 9  | 19  |
| 2.   | Ecuador   | 25  | 16 | 7  | 7  | 2  | 13 | 5  | 8   |
| 3.   | Brasil    | 25  | 16 | 7  | 4  | 5  | 21 | 16 | 5   |
| 4.   | Uruguay   | 24  | 16 | 6  | 6  | 4  | 19 | 12 | 7   |
| 5.   | Paraguay  | 24  | 16 | 6  | 6  | 4  | 13 | 10 | 3   |
| 6    | Colombia  | 22  | 16 | 5  | 7  | 4  | 19 | 15 | 4   |
| 7.   | Venezuela | 18  | 16 | 4  | 6  | 6  | 15 | 19 | −4  |
| 8.   | Bolivia   | 17  | 16 | 5  | 2  | 9  | 16 | 32 | −16 |
| 9.   | Perú      | 12  | 16 | 2  | 6  | 8  | 6  | 17 | −11 |
| 10.  | Chile     | 10  | 16 | 2  | 4  | 10 | 9  | 24 | −15 |

#### Partidos
| Fecha                    | Lugar          | Jornada |           | Resultado |           |
| ------------------------ | -------------- | ------- | --------- | --------- | --------- |
| 7 de septiembre de 2023  | Buenos Aires   | 1       | Argentina | 1:0 (0:0) | Ecuador   |
| 12 de septiembre de 2023 | La Paz         | 2       | Bolivia   | 0:3 (0:2) | Argentina |
| 12 de octubre de 2023    | Buenos Aires   | 3       | Argentina | 1:0 (1:0) | Paraguay  |
| 17 de octubre de 2023    | Lima           | 4       | Perú      | 0:2 (0:2) | Argentina |
| 16 de noviembre de 2023  | Buenos Aires   | 5       | Argentina | 0:2 (0:1) | Uruguay   |
| 21 de noviembre de 2023  | Río de Janeiro | 6       | Brasil    | 0:1 (0:0) | Argentina |
| 5 de septiembre de 2024  | Buenos Aires   | 7       | Argentina | 3:0 (0:0) | Chile     |
| 10 de septiembre de 2024 | Barranquilla   | 8       | Colombia  | 2:1 (1:0) | Argentina |
| 10 de octubre de 2024    | Maturín        | 9       | Venezuela | 1:1 (0:1) | Argentina |
| 15 de octubre de 2024    | Buenos Aires   | 10      | Argentina | 6:0 (3:0) | Bolivia   |
| 14 de noviembre de 2024  | Asunción       | 11      | Paraguay  | 2:1 (1:1) | Argentina |
| 19 de noviembre de 2024  | Buenos Aires   | 12      | Argentina | 1:0 (0:0) | Perú      |
| 21 de marzo de 2025      | Montevideo     | 13      | Uruguay   | 0:1 (0:0) | Argentina |
| 25 de marzo de 2025      | Buenos Aires   | 14      | Argentina | 4:1 (3:1) | Brasil    |
| 5 de junio de 2025       | Santiago       | 15      | Chile     | 0:1 (0:1) | Argentina |
| 10 de junio de 2025      | Buenos Aires   | 16      | Argentina | 1:1 (0:1) | Colombia  |
| 4 de septiembre de 2025  | Por definir    | 17      | Argentina |           | Venezuela |
| 9 de septiembre de 2025  | Guayaquil      | 18      | Ecuador   |           | Argentina |

## Preparación

### Partidos previos
Datos correspondientes al periodo entre la finalización de las eliminatorias y el inicio de la Copa Mundial de Fútbol de 2026
| Fecha             | Lugar       | Competición |             |                      | Resultado |                      |             |
| ----------------- | ----------- | ----------- | ----------- | -------------------- | --------- | -------------------- | ----------- |
| octubre de 2025   | Chicago     | Amistoso    | Por definir | Bandera de ?         |           | Bandera de Argentina | Argentina   |
| octubre de 2025   | Nueva York  | Amistoso    | Argentina   | Bandera de Argentina |           | Bandera de ?         | Por definir |
| noviembre de 2025 | Luanda      | Amistoso    | Angola      | Bandera de Angola    |           | Bandera de Argentina | Argentina   |
| noviembre de 2025 | Lusail      | Amistoso    | Argentina   | Bandera de Argentina |           | Bandera de ?         | Por definir |
| marzo de 2026     | Por definir | Amistoso    | Por definir | Bandera de ?         |           | Bandera de Argentina | Argentina   |
| marzo de 2026     | Por definir | Finalissima | Argentina   | Bandera de Argentina |           | Bandera de España    | España      |
| junio de 2026     | Por definir | Amistoso    | Argentina   | Bandera de Argentina |           | Bandera de ?         | Por definir |